# Берн Арена (футбольний стадіон, Еребру)
«Берн Арена» (швед. Behrn Arena) — футбольний стадіон у місті Еребру, Швеція, домашня арена ФК «Еребру». 
Стадіон відкритий 1923 року під назвою «Ейраваллен». У 1974 році споруджено південну трибуну потужністю 3 000 глядачів. У 2003 році була здійснена капітальна реконструкція арени. Споруджено північну трибуну потужністю 4 000 глядачів із тимчасовим сектором місткістю 250 стоячих місць. На полі встановлено штучне покриття, в результаті чого арена стала першою у Аллсвенскані із таким покриттям. У 2005 році стадіон перейменовано на «Берн Арена». 2007 року споруджено західну трибуну потужністю 4 350 глядачів, а у 2009 році — східну трибуну потужністю 1 600 глядачів. Всі трибуни були побудовані зі встановленим дахом. У 2009 році на всіх глядацьких трибунах було облаштовано лише сидячі місця з окремими кріслами, в результаті чого потужність арени становить 12 300 глядачів.
Окрім ФК «Еребру» домашні матчі на арені приймають жіночий ФК «Карслундс Еребру» та клуб з американського футболу «Блек Найтс». Раніше на стадіоні проходили матчі з хокею, однак поблизу споруджено однойменний закритий льодовий майданчик потужністю 5 100 глядачів, де і проводяться змагання із зимових видів спорту. На базі цих двох об'єктів функціонує однойменний спортивний комплекс. 